# Covered in Blood
Covered in Blood è un album musicale realizzato da diversi gruppi hardcore punk come tributo agli Slayer. Sono state realizzate delle cover di tutti i brani di Reign in Blood, l'album più noto del quartetto e uno degli emblemi del thrash metal.

## Brani
1. Angel Of Death - How It Ends
2. Piece By Piece - Arma Angelus
3. Necrophobic - Most Precious Blood
4. Altar Of Sacrifice - Unsilent Reign
5. Jesus Saves - Sworn Vengeance
6. Criminally Insane - Over and Over
7. Reborn - Crown Deterrent
8. Epidemic - The Bad Luck 13 Riot Extravaganza
9. Postmortem - Left With Nothing
10. Raining Blood - Punishment